# Syma
Syma is een geslacht van vogels uit de familie ijsvogels (Alcedinidae).

## Soorten
Het geslacht kent de volgende soorten:
- Syma megarhyncha – Berggeelsnavelijsvogel
- Syma torotoro – Kleine geelsnavelijsvogel